# Верхнемостская волость

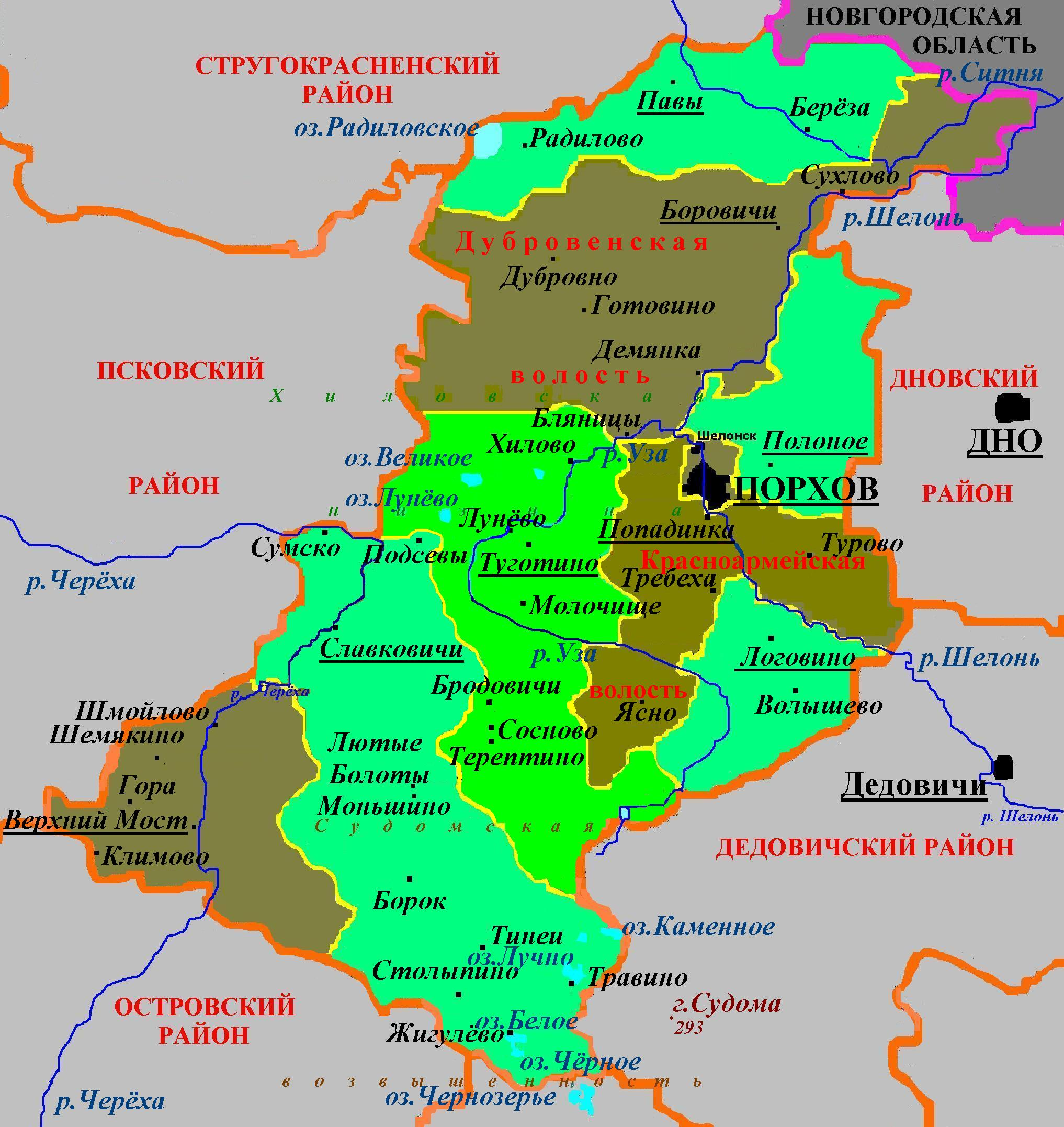
Административное деление Порховского района 2010-2015

Верхнемостская волость — упразднённые административно-территориальная единица 3-го уровня и муниципальное образование со статусом сельского поселения в Порховском районе Псковской области России.
Административный центр — деревня Верхний Мост.

## География
Территория волости граничила на востоке с Славковской волостью Порховского района, на западе — с Псковским районом, на юге — с Островским районом Псковской области.

## Население
| 2002 | 2010 | 2012 | 2013 | 2014 | 2015 |
| ---- | ---- | ---- | ---- | ---- | ---- |
| 1271 | ↘875 | ↘814 | ↘786 | ↘756 | →756 |

## Населённые пункты
В состав Верхнемостской волости входило 79 деревень: Шмойлово, Мигуново, Зеленино, Нароново, Заборечье, Дятелицы, Докатово, Пяшино, Подсадье, Выставка, Ильинско, Пущеницы, Федотово, Елицы, Воробьёво, Горяче-Быстро, Малый Бельск, Бубнево (Бубнево 1-е), Плоха, Березико, Золотухино, Борисово, Гора, Шемякино, Индеево, Платаново, Плешково, Бочкино, Подвишенье, Тетерино, Глухой Погост, Быково, Амосово, Никулино, Кондратово, Хозяиново, Данилкино, Бдюхи, Климово, Ажово (первоначально — Ожёво), Бубнево (Бубнево 2-е), Верхний Мост, Пещивицы, Дымово, Дятлово, Оснюги, Гудово, Межник, Новая Нива, Лукино, Полянка, Железная Гора, Михалкино, Беклешово, Усадище, Кривоселково, Сакирино, Крутец, Картошино, Осиновичи, Ладово, Деменино, Горшаны, Ушарнёво, Деяшково, Доброе Поле, Красики, Кувекалицы, Тимошихино, Борисы, Борок, Желавкино, Загубниково, Кротово, Позолотино, Пустошка, Девонисово, Муксино, Петрово.

## История
Территория современной волости в 1927 году в основном вошла в Славковский район в виде ряда сельсоветов, в том числе Верхнемостского сельсовета.
Указом Президиума Верховного Совета РСФСР от 16 июня 1954 года Шемякинский сельсовет был включён в Верхнемостский сельсовет, а Докатовский был переименован  в Шмойловский сельсовет (д. Шмойлово) Славковского района.
Указом Президиума Верховного Совета РСФСР от 3 октября 1959 года Славковский район был упразднён, а все его сельсоветы были переданы в Карамышевский район.
Решением Псковского облисполкома от 25 апреля 1960 года был упразднён Шмойловский сельсовет Карамышевского района и включён в Верхнемостский сельсовет.
Указом Президиума Верховного Совета РСФСР от 3 октября 1959 года Карамышевский район был упразднён и Верхнемостский сельсовет был передан в Порховский район.
Постановлением Псковского областного Собрания депутатов от 26 января 1995 года все сельсоветы в Псковской области были переименованы в волости, в том числе Верхнемостский сельсовет был превращён в Верхнемостскую волость.
Законом Псковской области от 28 февраля 2005 года также было создано муниципальное образование Верхнемостская волость со статусом сельского поселения с 1 января 2006 года в составе муниципального образования Порховский район со статусом муниципального района.
Законом Псковской области от 30 марта 2015 года Верхнемостская волость была упразднена и вместе с Туготинской волостью включена в состав Славковской волости.